# Aserrí
Aserrí es el primer distrito y ciudad cabecera del cantón de Aserrí, en la provincia de San José, Costa Rica.

## Toponimia
El nombre del distrito, al igual que el del cantón, proviene de un vocablo de origen indígena huetar, que significa "piedra del perico ligero"; esto según el Monseñor Bernardo Augusto Thiel. Otras fuentes citan que el nombre Aserrí se debe a un cambio del nombre del cacique Aquecerrí.

## Historia
El 27 de noviembre de 1882, durante la administración de Ricardo Jiménez Oreamuno,el poblado de Aserrí obiene el título de villa, y posteriormente, el 10 de agosto de 1920, durante la administración de Julio Acosta García, Aserrí obtiene el título de ciudad.

## Ubicación
Se ubica en el norte del cantón y limita al noroeste y oeste con el cantón de Alajuelita, al sur con el distrito de Tarbaca, al este con el distrito de Salitrillos y al noreste con el cantón de Desamparados. 

## Geografía
Aserrí cuenta con un área de 15,26 km² y una altitud media de 1308 m s. n. m.

## Demografía
Para el año 2022, Aserrí cuenta con una población estimada de 29 112 habitantes, y para el último censo efectuado, en 2011, Aserrí contaba con una población de 28 191 habitantes.

## Localidades
- Barrios: Alfonso XIII, Aserrí (centro), Barro, Bella Vista, Cacique, Castillo, Cinco Esquinas (comparte con Salitrillos), Cinco Esquinas (parte), Corazón de Jesús, El Socorro, Guapinol, La Cartonera, La Piedra, Las Mercedes, Las Tres Marías, La Vereda, Lomas de Aserrí, Los Ángeles, Los Cenizarios, Lourdes, María Auxiliadora, Mesas, Nuevo, Piamonte, Poás, San José de la Montaña, Santa Cecilia, Santa Elena, Santa Rita, San Vicente, Sauréz, Sáurez, Tres Marías, Vereda, Vista del Valle, Vistas de Poás.[9]
- Poblados: Guatuso, Mirador.

## Cultura

### Educación
Ubicadas propiamente en el distrito de Aserrí se encuentran los siguientes centros educativos:
- Escuela Manuel Hidalgo Mora
- Escuela Corazón de Jesús
- Escuela Andrés Corrales Mora
- Escuela de Las Mercedes
- Escuela Santa María
- Escuela Hossana
- Liceo de Aserrí
- Santa María Technical School

### Sitios de interés
- Piedra de Aserrí
- Parroquia de San Luis de Tolosa
- Municipalidad de Aserrí
- Parque Central de Aserrí

## Transporte

### Carreteras
Al distrito lo atraviesan las siguientes rutas nacionales de carretera:
- Ruta nacional 209
- Ruta nacional 217
- Ruta nacional 312

## Concejo de distrito
El concejo de distrito de Aserrí vigila la actividad municipal y colabora con los respectivos distritos de su cantón. También está llamado a canalizar las necesidades y los intereses del distrito, por medio de la presentación de proyectos específicos ante el Concejo Municipal. El presidente del concejo del distrito es el síndico propietario del partido Liberación Nacional, Jesús Benito Morales Calderón.
El concejo del distrito se integra por:
| #                       | Partido                         | Nombre                           |
| Síndico propietario     | Síndico propietario             | Síndico propietario              |
| ----------------------- | ------------------------------- | -------------------------------- |
| 1                       | Partido Liberación Nacional     | Jesús Benito Morales Calderón    |
| Síndico suplente        |                                 |                                  |
| 2                       | Partido Liberación Nacional     | Sheila Priscila Alvarado Briceño |
| Concejales propietarios |                                 |                                  |
| 3                       | Partido Liberación Nacional     | Gaudy María Fernández Mora       |
| 4                       | Partido Liberación Nacional     | Verni Gamboa Fallas              |
| 5                       | Partido Unidad Social Cristiana | Anthony Adrián Vindas Quesada    |
| 6                       | Partido Acción Ciudadana        | Erick Cordero Mena               |
| Concejales suplentes    |                                 |                                  |
| 7                       | Partido Liberación Nacional     | Rafael Corrales Corrales         |
| 8                       | Partido Liberación Nacional     | Alicia Madrigal Campos           |
| 9                       | Partido Unidad Social Cristiana | Melvin Aguilar Zamora            |
| 10                      | Partido Acción Ciudadana        | Marta María Zúñiga Valverde      |